# Carovana verso il Sud
Carovana verso il Sud (Untamed) è un film del 1955 diretto da Henry King.

## Trama
Sudafrica, 1847: l'olandese Paul van Riebeck è il comandante di una unità di cavalleria boera si reca in Irlanda per comprare dei cavalli necessari ai suoi commando per combattere i guerrieri Zulù. Vi incontra la bella Katie O'Neill. Lei s'innamora, ma lui sente il dovere di tornare a casa, e da solo. Il padre di lei muore e una carestia di patate paralizza finanziariamente tutta l'Irlanda. Katie decide così di sposare Shawn Kildare e lo convince a trasferirsi in Sudafrica, il luogo di cui Paul le parlò molto bene. Poco prima di arrivare a Città del Capo Katie dà alla luce un figlio. Nel tragitto il capo carovana Kurt Hout si invaghisce di lei.
La carovana dei coloni durante il viaggio viene attaccato dagli zulù e Shawn viene ucciso mentre il resto della carovana viene salvato in extremis dai volontari comandati da Paul. Tra Katie e Paul si riaccende nuovamente la passione. Ma Paul la lascia ancora una volta sola col figlio nato da Shawn, e in attesa di un altro bambino, figlio di Paul. Dopo alcuni anni Katie incontra nuovamente Paul: tra i due rinasce l'antico sentimento, ma saputo del figlio nato dal loro ultimo incontro, Paul s'allontana. Alla fine e dopo varie avventure, Paul decide di rinunciare ad ogni altra aspirazione per dedicarsi a Katie, che sposerà, e ai due figlioletti.

## Produzione
Per il ruolo del protagonista era stato inizialmente preso in considerazione Robert Mitchum, ma la scelta finale cadde su Tyrone Power che recitò così nel suo ultimo film prodotto dalla 20th Century Fox, la casa di produzione che lo aveva tenuto sotto contratto per diciannove anni. Victor Mature fu sospeso dalla produzione per essersi rifiutato di ricoprire il ruolo di Kurt Hout, poi interpretato da Richard Egan. È l'undicesimo film in cui il regista Henry King dirige Tyrone Power e il quarto in cui si ritrova Susan Hayward come protagonista femminile.

### Luoghi delle riprese
Le riprese vennero effettuate in Sudafrica, tra cui nei piccoli centri di Inchanga e Cato Ridge.

## Critica
(La Stampa, 26 agosto 1955)